# نیکول گیبس
 نیکول گیبس (انگلیسی: Nicole Gibbs؛ زاده ۳ مارس ۱۹۹۳) یک تنیس‌باز اهل ایالات متحده آمریکا است.